# All India Women's Conference
A All India Women's Conference (abreviado AIWC) é uma organização não-governamental (ONG) com sede na cidade indiana de Delhi, fundada em 1927 por Margaret Cousins, para melhorar os esforços educacionais para mulheres e crianças, expandindo seu escopo também à outras questões de direitos das mulheres. Sendo um dos grupos femininos mais antigos da Índia, contendo várias filiais no país.

## História
A AIWC foi fundada em 1927 na cidade indiana de Pune afim de promover a educação e o bem-estar social de mulheres e crianças. Mas desde 1925, Margaret Cousins havia solicitado a criação de uma organização, escrevendo para outros grupos de mulheres e amigos para reunirem-se e discutir a educação para mulheres. A primeira reunião realizada naFergusson College Hall na Universidade de Poona contou com dois mil participantes . A maioria eram observadores, outros eram mulheres que Cousins reuniu para ajudarem a criar o AIWC. Amrit Kaur foi um dos membros fundadores da AIWC.
A partir de 1928, o AIWC começou a arrecadar dinheiro para abrir o Lady Irwin College of Domestic Science. Neste mesmo ano, o AIWC reconheceu que a educação das mulheres não poderia ser tratada adequadamente sem lidar com "costumes sociais prejudiciais". As mulheres do AIWC criaram um comitê para observar e relatar o progresso do Projeto de Lei do Casamento Infantil, e também pressionar os políticos relacionados à prática do casamento infantil. Outras questões que foram abordadas incluíram dar às mulheres o direito ao divórcio, à herança e, ao voto.
AIWC foi registrado em 1930 sob a seção XXI da Lei de Registro de Sociedades, 1860 (nº 558 de 1930). AIWC criou o jornal Roshni em 1941, que foi publicado em inglês e hindi. A organização estava envolvida em pressionar o Parlamento para aprovar novas leis para proteger as mulheres indianas e também para ajudar a expandir os direitos ao voto.
Um escritório central para AIWC foi criado em 1946. Neste mesmo ano, um Comitê Skippo foi criado para ajudar a fornecer tratamento médico às aldeias. Quando a Índia lutava pela independência, muitos membros radicais deixaram a organização para se tornarem "agitadores nacionalistas". A organização também expulsou membros que estavam associados a grupos comunistas em 1948.

## Atividades
Um dos principais objetivos iniciais da AIWC era a educação das mulheres, e continua sendo uma preocupação primordial hoje. A campanha de alfabetização da organização foi intensificada em 1996 com o início de programas de educação não formal para evasão escolar e programas de alfabetização para mulheres adultas com formação artesanal através de suas filiais. AIWC também opera esquemas de microcrédito e, desenvolvimento de energia para mulheres rurais. A AIWC treinou mulheres no uso de secadores solares para armazenar alimentos de forma higiênica. Também ajudam as mulheres a encontrar emprego e, prevenção do tráfico de pessoas.

## Ex-presidentes
Esta é a lista dos ex-presidentes da AIWC: 
- Maharani Chimnabai, 1927[1]
- Jahan Begum of Bhopal, 1928
- Dowager Rani of Mandi, 1929
- Sarojini Naidu, 1930
- Dr. Muthulakshmi Reddy, 1931
- Sarala Roy, 1932
- Lady Vidyagauri Nilkanth, 1933
- Lady Abdul Quadir, 1934
- Hilla Rustomji Faridoonji 1935
- Maharani Sethu Parvathi Bayi, 1936
- Margaret E. Cousins, 1937
- Amrit Kaur, 1938
- Rani Lakshmibai Rajwade, 1939
- Shareefa Hamid Ali, 1940–41
- Rameshwari Nehru, 1942
- Vijayalakshmi Pandit, 1943
- Kamladevi Chattopadhyay, 1944–45
- Hansa Mehta, 1946
- Dhanvanthi Rama Rau, 1947
- Anasuyabai Kale, 1948
- Urmila Mehta, 1949–50
- Hannah Sen, 1951–52
- Renuka Ray, 1953–54
- Lakshmi N. Menon, 1955–58
- Raksha Saran, 1959–60
- Mithan Jamshed Lam, 1961–62
- Masuma Begum, 1963–64
- M.S.H.Jhabwala 1965–68
- B. Tarabai, 1969–70
- Lakshmi Raguramaiah, 1971–79
- Sarojini Varadappan, 1981–85
- Ashoka Gupta, 1986–90
- Shobhana Ranade, 1991–95
- Kunti Paul, 1996–98
- Kalavati Tripathi, 1999–2001
- Aparna Basu, 2002–2004
- Manorma Bawa, 2005–2007
- Gomathi Nair, 2008–2010
- Bina Jain, 2011–2013
- Veena Kohli, 2014–2016

### Citações
1. 1 2  «All India Women's Conference, description, history, & work» (em inglês). Encyclopædia Britannica. Consultado em 10 de maio de 2022
2. ↑  «All India Women's Conference». Women's International Network News. 23. Inverno de 1997. p. 56. Consultado em 17 de abril de 2018 – via EBSCOhost
3. ↑  Nair, Usha. «AIWC at a Glance: The First Twenty-Five Years 1927-1952» (PDF). AIWC. Consultado em 17 de abril de 2018. Cópia arquivada (PDF) em 17 de abril de 2018
4. ↑  «All-India Women's Conference». The Guardian (em inglês). 5 de fevereiro de 1938. Consultado em 17 de abril de 2018 – via Newspapers.com
5. 1 2 3 4  Kumar, Radha (1997). The History of Doing: An Illustrated Account of Movements for Women's Rights and Feminism in India 1800-1990 (em inglês). New Delhi: Zubaan. pp. 68–69. ISBN 9788185107769
6. ↑  Forbes 1996, p. 79.
7. ↑  Pal, Sanchari (5 de março de 2018). «The Princess Who Built AIIMS: Remembering India's First Health Minister, Amrit Kaur». The Better India (em inglês). Consultado em 17 de abril de 2018. Cópia arquivada em 17 de abril de 2018
8. ↑  Vaidehi (26 de outubro de 2017). «A voice for women». The Hindu (em inglês). ISSN 0971-751X. Consultado em 17 de abril de 2018
9. ↑  Forbes 1996, p. 80.
10. ↑  Aerts, Mieke (2015). Gender and Activism: Women's Voices in Political Debate (em inglês). Amsterdam: Uitgeverij Verloren. 40 páginas. ISBN 9789087045579
11. 1 2 3  Lodhia, Sharmila. «All India Women's Conference | Description, History, & Work». Encyclopædia Britannica (em inglês). Consultado em 17 de abril de 2018
12. ↑  «History». AIWC : All India Women’s Conference (em inglês). Consultado em 17 de abril de 2018. Cópia arquivada em 17 de abril de 2018
13. 1 2  Forbes 1996, p. 82.
14. ↑  AIWC 1953, p. 12.
15. ↑  Bone, Pamela (9 de fevereiro de 1990). «Choosing Life Over Death». The Age (em inglês). Consultado em 17 de abril de 2018 – via Newspapers.com
16. ↑  Maffett, M.L. (14 de março de 1940). «Modern Women». The Springville Herald (em inglês). Consultado em 17 de abril de 2018 – via Newspapers.com
17. ↑  AIWC 1953, p. 16.
18. ↑  Omvedt, Gail (1975). «Rural Origins of Women's Liberation in India». Social Scientist. 4 (4/5). 45 páginas. JSTOR 3516120. doi:10.2307/3516120
19. ↑  «Project Details». Asha for Education (em inglês). Consultado em 17 de abril de 2018. Cópia arquivada em 3 de março de 2016
20. ↑  Choudhury, Nilanjana Ghosh (22 de fevereiro de 2005). «Hope Afloat for Special Tots - Making That Vital Difference». The Telegraph. Consultado em 17 de abril de 2018. Cópia arquivada em 23 de outubro de 2012
21. ↑  «Now, healthy and storable 'solar dried food'». The New Indian Express. 21 de março de 2018. Consultado em 17 de abril de 2018. Cópia arquivada em 17 de abril de 2018
22. ↑  «Past Presidents». AIWC: All India Women's Conference. Consultado em 19 de março de 2014. Arquivado do original em 19 de março de 2014

### Origens
- AIWC (1953). The All-India Women's Conference: Silver Jubilee Session. New Delhi: The All India Women's Conference
- Forbes, Geraldine (1996). Women in Modern India. Cambridge: Cambridge University Press. ISBN 9780521268127

## Ligações externos
- Página oficial

Predefinição:Liberal feminism